# Битка при Мантинея (362 пр.н.е.)
Битката при Мантинея от 362 г. пр.н.е. е битка между две коалиции древногръцки държави, оглавявани от Тива, от една страна, и Спарта и Атина, от друга, за господство над Елада.
Макар и определяна от някои изследователи като победа за тиванците, тази битка завършва с гибелта на техния предводител Епаминонд и на практика слага край на хегемонията на Тива, продължила по-малко от десетилетие след битката при Левктра.

## Предходни събития
Победата над спартанската армия при Левктра и последвалите походи на беотийците в Пелопонес довеждат до съществена промяна на военно-политическата обстановка на полуострова. Спарта губи господството си над Месения и Аркадия, където се образува конфедерация на въстаналите срещу спартанската хегемония полиси.
Към 362 г. пр.н.е. вътрешни вражди водят до разпадане на Аркадската конфедерация на две фракции начело, съответно, с Мантинея и Тегея. В подкрепа на Тегея Тива изпраща в Пелопонес армия с най-добрия си пълководец Епаминонд и силни евбейски и тесалийски контингенти. От своя страна, Мантинея се обръща за помощ към Спарта. Към мантинейците и спартанците се присъединяват още Елида и Ахея. Атина също се присъединява, решена да възстанови баланса на силите срещу прекаленото засилване на Тива.
Спартанският цар Агезилай II се отправя към Мантинея, за да се съедини със съюзниците си и да защити града от наближаващите беотийци. Вместо към Мантинея Епаминонд тръгва директно към Спарта, но планът му е издаден от дезертьор. Предупредени навреме, спартанците успяват да се върнат в последния момент. Епаминонд се изтегля от Лакония и връща войската си също толкова бързо, за да изненада мантинейците, но в това време пред Мантинея пристига войска от Атина. В конна схватка атиняните взимат превес над беотийците и така осуетяват и този замисъл на тиванския предводител.

## Сили и разположение на противниците
Съгласно летописеца Диодор Сицилийски противниците на Епаминонд – спартанци, атиняни, мантинейци, елейци и ахейци – наброяват 20 000 пехотинци и 2 000 конници. В битката участва спартански контингент, но самият Агезилай с армията си не успява да се придвижи навреме от Спарта.
Беотийците и съюзниците им от Евбея, Локрида, Сикион, Месения и други места разполагат с 30 000 пехотинци и 3 000 конници. Численото надмощие на беотийската коалиция се обезсилва от по-слабата боеспособност на голяма част от съюзниците на Епаминонд.
Пехотните контингенти на отделните противници на Тива се подреждат един до друг: атиняните вляво, в центъра спартанците с ахейците и елейците, а вдясно – мантинейците и съюзните им аркадци. Конницата е разположена по крилата на пехотния строй.
При разполагането на тиванците и съюзниците им Епаминонд прибягва до опита от Левктра – събира най-добрите си хоплити в дълбок строй за масирано нападение над десния фланг на противника. Непосредствено преди битката конницата маневрира пред пехотата, като по този начин скрива подготовката за главния удар от погледа на противника. Когато хоплитите са вече готови за атаката, конницата се събира на левия фланг, подкрепена от пелтасти и други лековъоръжени пехотинци.
По този начин главните тивански сили са струпани отляво. Отчитайки уязвимостта на десния си фланг, тиванският пълководец поставя на този участък още конници и пехота, прикрити в засада зад няколко възвишения. Тяхната задача е да задържат атиняните и да не им позволят да помогнат на съюзниците си в посоката на главния тивански удар.

## Развой и развръзка
Битката се състои в началото на август 362 г. пр.н.е. в равнината южно от Мантинея. Започва със сражение на конните отряди по фланговете. Беотийската и тесалийската конница надделяват над противниците си, благодарение и на придадените им спомагателни пехотни части.
В последвалия сблъсък между пехотните сили Епаминонд разбива противостоящите му спартанци и мантинейци, но е ранен смъртоносно. Освен Епаминонд загиват и двамата му заместници Йолаид и Дефант. Деморализирани от вестта за раняването на своя предводител, тиванските хоплити и конници спират преследването на разбития противник. Лековъоръжените пехотинци не спират и се откъсват далеч от другарите си, докато се натъкват атинските хоплити и дават тежки загуби.
В резултат от битката при Мантинея и двете противникови страни са отслабени и се съгласяват да сключат мирен договор, който отразява липсата на ясен победител. Аркадия остава трайно разделена между враждуващите градове. Единствено Спарта не се присъединява към общия мир, тъй като отказва да се примири с независимостта на Месения и се стреми да завоюва повторно тази област, но мощта ѝ е трайно потисната.